# سيمون ويبستر
سيمون بول ويبستر (بالإنجليزية: Simon Webster)‏ (مواليد 20 يناير 1964) هو لاعب كرة قدم محترف سابق، لعب كمدافع مع أندية دوري كرة القدم الإنجليزي توتنهام هوتسبير وإكستر سيتي وهدرسفيلد تاون وشيفيلد يونايتد وتشارلتون أتلتيك ووست هام يونايتد وأولدهام أتلتيك وديربي كاونتي. كما انضم فترة على سبيل الإعارة لنورويتش سيتي دون أن يلعب مع الفريق الأساسي، كما لعب لفريق خارج دوري كرة القدم الإنجليزي وهو سينت ألبانز سيتي.
خلال فترته مع شيفيلد يونايتد، تعرض سيمون لكسر في منطقتين في رجله، ثم تعرض لها ثانية في التدريبات إثر تدخل من زميله جوليان ديكس، وذلك بعد أسابيع من انضمامه لويست هام يونايتد. على الرغم من قدرته على اللعب ثانية، إلا أنه قرّر التقاعد في نوفمبر 1995 لدراسة العلاج الفيزيائي. وبعد أن أصبح مؤهلًا للعمل بالمجال، عمل لصالح ويست هام يونايتد وغيلينغهام.

## روابط خارجية
- سيمون ويبستر على موقع قاعدة بيانات كرة القدم.إي يو (الإنجليزية)
- سيمون ويبستر على موقع Soccerbase.com (لاعب) (الإنجليزية)
- سيمون ويبستر على موقع عالم كرة القدم.نت (الإنجليزية)